# Гіюмаа (острів)
Гі́юмаа (ест. Hiiu maakond або Hiiumaa; історично також нім. та швед. Dagö (букв. «денний»), гутн. Dagaiþ) — другий за величиною острів Естонії загальною площею 965 кв. км. За часів Російської імперії відомий також як Гіума.

## Географія
Є частиною Моонзундського архіпелагу Балтійського моря. Максимальна позначка — 54 метри вище за рівень моря.

## Природа
Острів неродючий, складений головним чином вапняками і морськими відкладеннями антропогену. Ґрунти щебнисті та піщані. Наявні соснові ліси, а берегами росте очерет. На острові розташовані озера Коотсааре-Ярв, Луїд'я-Ярв, Пих'яту-Ярв, Поама-Ярв, Прассі-Ярв, Хаавасоо-Ярв, Хопі-Ярв.

## Історія
Уперше острів у писемних джерелах згадується 1228 року як Dageida, коли він разом із рештою Естонії був захоплений німецькими хрестоносцями. Упродовж 1563—1721 років належав Швеції.
За Ништадтським миром Швеція втратила Гіюмаа на користь Росії. У другій половині XVIII століття населення острова становило близько 2 тисяч чоловік. 1782 року понад 1200 шведських селян, які проживали на острові, було переселено до українських степів. Там вони заснували поселення, назване згодом Старошведське, що зараз є частиною села Зміївка (Херсонської області).

## Населення та економіка
Основні галузі — рибальство і рибопереробка, землеробство, тваринництво, туризм. На північному узбережжі розташоване єдине місто острова — Кярдла. Населення острова — 10,9 тис. чоловік.

## Адміністративно-територіальний поділ
У межах острова розташовується естонський повіт Гіюмаа (ест. Hiiumaa або Hiiu maakond). У його складі 1 місто (Кярдла) і 4 волості.